# Ла Трапола (Болоња)
Ла Трапола (итал. La Trappola) је насеље у Италији у округу Болоња, региону Емилија-Ромања.
Према процени из 2011. у насељу је живело 9 становника. Насеље се налази на надморској висини од 764 м.